# Deltocephalus ornatulus
Deltocephalus ornatulus är en insektsart som beskrevs av Melichar 1911. Deltocephalus ornatulus ingår i släktet Deltocephalus och familjen dvärgstritar. Inga underarter finns listade i Catalogue of Life.